# 丰塔尼耶尔
丰塔尼耶尔（法語：Fontanières，法語發音：[fɔ̃tanjɛʁ]）是法国克勒兹省的一个市镇，位于该省东部，属于欧比松区。

## 地理
丰塔尼耶尔（46°6'31"N, 2°30'2"E）面积15.91 平方千米，位于法国新阿基坦大区克勒兹省，该省份为法国中部省份，位于法國中央高原西北部，北起安德尔省和谢尔省，西接维埃纳省，南至科雷兹省，东临多姆山省，东北与阿列省接壤。
与丰塔尼耶尔接壤的市镇（或旧市镇、城区）包括：沙龙、埃沃莱班、勒泰尔、鲁尼亚、圣瑞利安拉热内特、谢尔河堡。

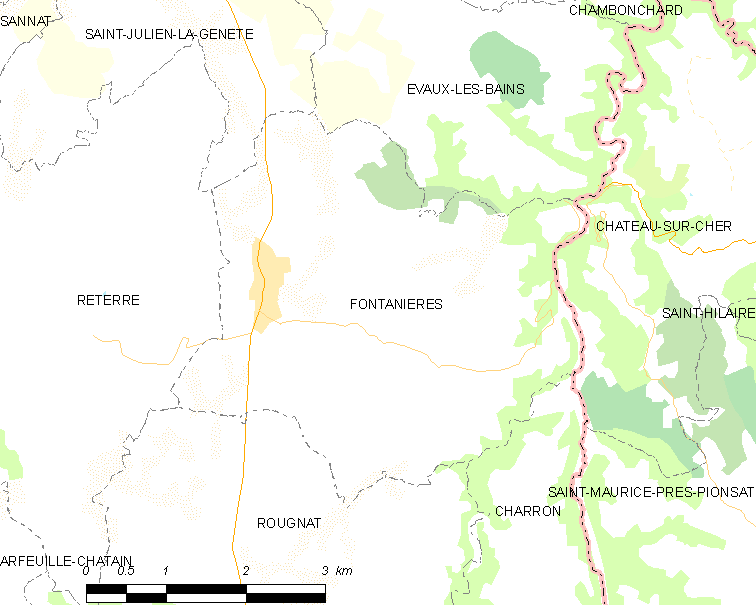
丰塔尼耶尔的OSM定位图

丰塔尼耶尔的时区为UTC+01:00、UTC+02:00（夏令时）。

## 行政
丰塔尼耶尔的邮政编码为23110，INSEE市镇编码为23083。

## 政治
丰塔尼耶尔所属的省级选区为埃沃莱班县。

## 人口

1962-2008年间丰塔尼耶尔人口变化图示

丰塔尼耶尔于2022年1月1日时的人口数量为255人。